# Нерубенко, Георгий Петрович
Георгий Петрович Нерубенко (род. в 1943 году) — профессор, доктор технических наук, профессиональный инженер провинции Онтарио (Канада), Автор и соавтор более 100 изобретений, отражённых в авторских свидетельствах на изобретения, патентах СССР, России, Украины, США.

## Биография
Родился в 1943 году в Баку в семье морского офицера. Окончил школу в Николаеве (1961) и Николаевский кораблестроительный институт (НКИ), машфак (1961—1967), защитил диплом с отличием на английском языке.
Проработав 3 месяца мастером на заводе им. 61 Коммунара, поступил в аспирантуру Института Машиноведения (ИМАШ) АН СССР (Москва). В 1971 году защитил кандидатскую диссертацию под руководством Арона Ефимовича Кобринского.
В том же году вернулся в Николаев в НКИ по направлению Минвуза СССР, работал ассистентом на кафедрах: Металлорежущие станки и технология металлов; Автоматика, а с осени 1971 перешёл на кафедру деталей машин и ПТМ, где помимо преподавательской работы активно занимался научно-исследовательской, проектно-конструкторской и изобретательской работой, применяя результаты на практике.
В 1975 году направлен на стажировку в г. Делфт (Голландия), где провёл экспериментальные исследования, заложившие фундамент для докторской диссертации и книги по динамическим гасителям колебаний.
В 1984 году избран заведующим кафедрой, которую впоследствии переименовали в Кафедру конструирования машин. В 1988 году защитил докторскую диссертацию, в следующем году утверждён в звании профессора.
В 1996 году ушёл от заведования кафедрой, и с 1998 года переключился в основном на научно-исследовательскую и проектно-конструкторскую работу, а также консультирование крупных международных индустриальных компаний.
В 2000—2003 годах работал на заводе по производству силовых агрегатов General Motors, где разрабатывал и реализовывал проекты по энергосбережению.

## Научная деятельность
В 1970-х — 1980-х годах его проекты затрагивают вибро-акустическую защиту на военных надводных и подводных кораблях, снижение вибрации на гражданских судах, внедрение ветро-энергетических установок в сельском хозяйстве, повышение эффективности электростанций, разработка альтернативных способов разгона и торможения самолётов на палубе авианосца, решение проблемы круглогодичной транспортировки нефтепродуктов в Северном Ледовитом Океане.
Занимается консультированием крупных международных индустриальных компаний. Весной 2013 выполняется проект и выпускается сопроводительная документация, рабочие подетальные и сборочные чертежи для производства полутора-мегаваттного компрессора, используемого в среде «газообразный азот с температурой минус 170 градусов Цельсия». В это же время проводится работа по созданию системы автоматического управления и контроля при экстренном всплытии подводной лодки с больших глубин.
С 2001 года консультирует автомобильные компании Дженерал Моторс, Форд, Крайслер. В 2008 году в патенте США патентует элементы «собирателя энергии», устройства, которое генерирует электроэнергию за счёт бесполезных, а, зачастую, и вредных вибраций, при этом, ясно, что получаемая электроэнергия бесплатная и не требует сжигания топлива.
В 2018 г. патентует несколько модификаций «собирателя энергии», и собирает группу для выпуска этих устройств.
Входил в состав программного комитета II Международной школы молодых учёных «Нелинейная динамика машин», проводимой в рамках XVIII Международного Симпозиума «Динамика виброударных (сильно нелинейных) систем» «DYVIS‐2015».

## Публикации

### Книги
- К динамике виброударных транспортирующих устройств / Нерубенко, Г. П.. // Механика машин: сборник. Вып. 33-34 / Академия наук СССР, Отделение механики и процессов управления, Государственный научно-исследовательский институт машиноведения. — М. : Наука, 1972. — 217 с.
- Динамические гасители колебаний / С. В. Елисеев, Г. П. Нерубенко; Отв. ред. А. Н. Панченков, Новосибирск: Наука, Сиб. отд-ние, 1982. 144 с. ил. 21 см.
- Первоклассным судам — первоклассное оборудование / Павлов С. С., Нерубенко Г. П., Торопов Б. Н. — Л. : Судостроение, 1988. — 56 с. : ил.; 22 см. — (Продукции — высокое качество).; ISBN 5-7355-0024-4
- Справочник по перегрузочному оборудованию на морском транспорте / Г. П. Нерубенко, Б. А. Ватипко, П. А. Щур. — Одесса : Маяк, 1990. — 221,[2] с.
- Эксплуатация судовых палубных механизмов : Справочник / Б. А. Ватипко, Г. П. Нерубенко, С. С. Павлов. — М. : Транспорт, 1991. — 197,[1] с. : ил.

### Авторские свидетельства и патенты
- Нерубенко, Г. П. Авторское Свидетельство СССР 1370341 «Виброизолятор Г. П. Нерубенко». Издано: (1988).
- Nerubenko George. «Torsional Vibration Damper of a Rotating Shaft». US Patent 7,438,165, Oct 21, 2008.
- Nerubenko, George, «Torsional Vibration Damper of a Rotating Shaft», U.S. Patent 7464800, Dec. 16, 2008.
- Nerubenko et al. «Vibration energy harvesting damper» US Patent 10,644,579. May 05, 2020

### Избранные статьи
- Nerubenko, G., «Tuned Torsional Vibration Damper», SAE Technical Paper 2013-01-1897, 2013, doi:10.4271/2013-011897.
- Nerubenko, G., «New Concept of Vibration Mitigation in Hybrid Vehicle Powertrain», in Proceedings of the 21st International Congress on Sound and Vibration, Beijing, China, July 13-17, 2014.
- George Nerubenko. Underwater Technique for Prevention of Oil Pollution. Journal of Water Resources and Ocean Science. Special Issue: Safe Technology and Pollution Free Environment. Vol. 4, No. 1-1, 2015, pp. 1–10. doi: 10.11648/j.wros.s.2015040101.11
- George Nerubenko, Vitaliy Krupenin, Cyril Nerubenko. Vehicle hybrid free-piston engine-generator. Engineering for rural development. Jelgava, 24.-26.05.2017. DOI: 10.22616/ERDev2017.16.N020.
- Nerubenko, C., Nerubenko, G. Self-Tuning Torsional Vibration Dampers for V8 Engines // SAE Technical Papers, 2017
- Nerubenko, G., «Vibration Energy Harvesting Damper in Vehicle Driveline», SAE Technical Paper 2019-01-0782, 2019, doi:10.4271/2019-01-0782.
- George Nerubenko, Dmytriy Gurevych. Innovative Solution for Harvesting Energy in Marine Vessels. Proceedings of the 5th World Congress on Mechanical, Chemical, and Material Engineering (MCM’19). Lisbon, Portugal — August 15 — 17, 2019. Paper No. HTFF 122. DOI: 10.11159/htff19.122.
- George Nerubenko, Vladimir Blintsov, Andriy Mozgovyy, Ivan Biliuk. The Novel Wave Energy Harvesting Buoy. Proc. of the 5th International Conference on Power Generation Systems and Renewable Energy Technologies (PGSRET). 26-27 August, Turkey. 978-1-7281-2301-1/19/$31.00 ©2019 IEEE.
- Nerubenko, G., «Vibration Energy Harvesting Damper in Vehicle Suspension», SAE Technical Paper 2020-01-0987, 2020, doi:10.4271/2020-01-0987

## Награды
- нагрудный знак Изобретатель СССР
- Медаль «Ветеран труда».
- В 1997 проект «Решение проблемы круглогодичной транспортировки нефтепродуктов в Северном Ледовитом Океане» завоевал приз и награждён золотой медалью на выставке в Брюсселе.